# Lifebook

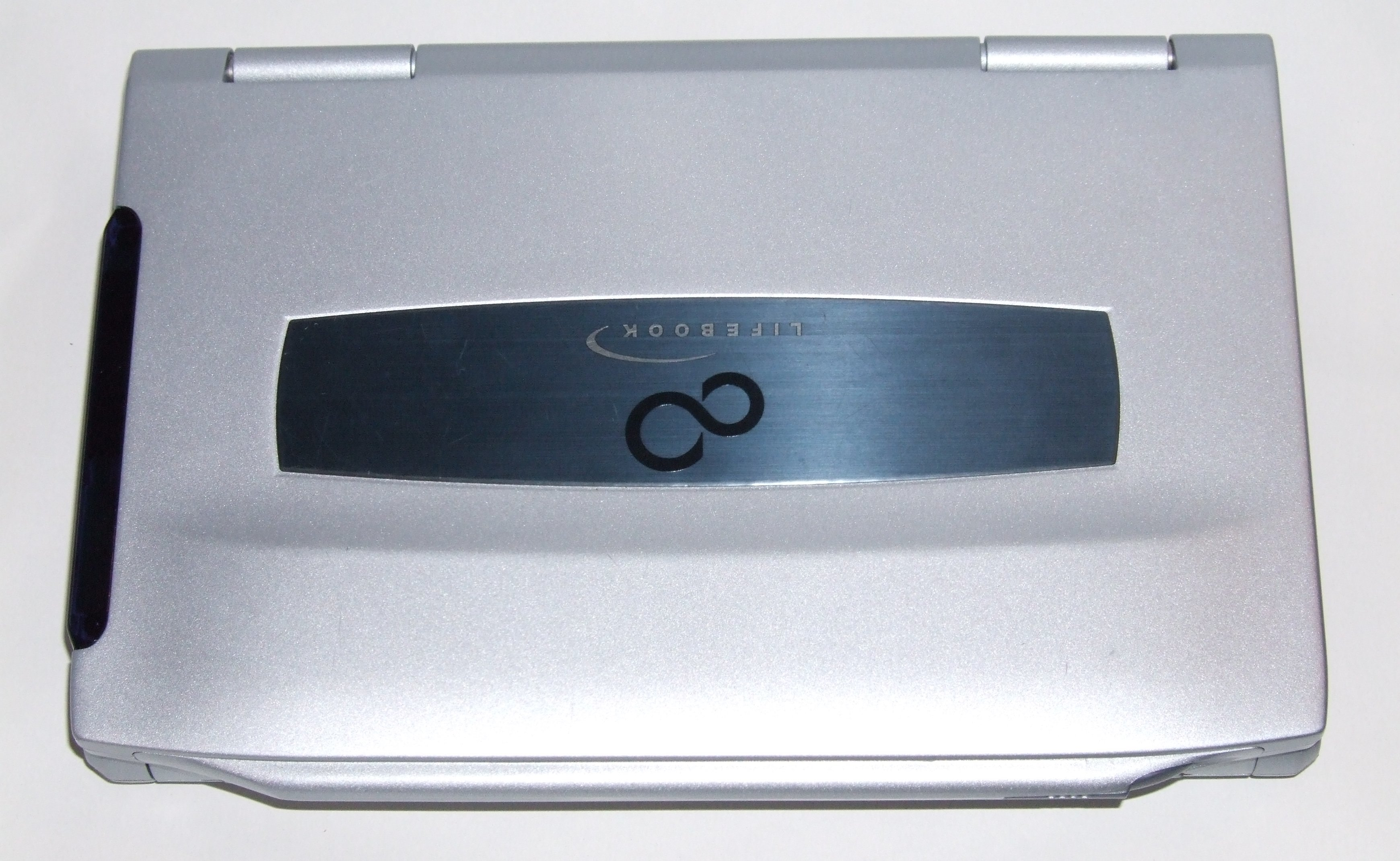
Lifebook P-1032

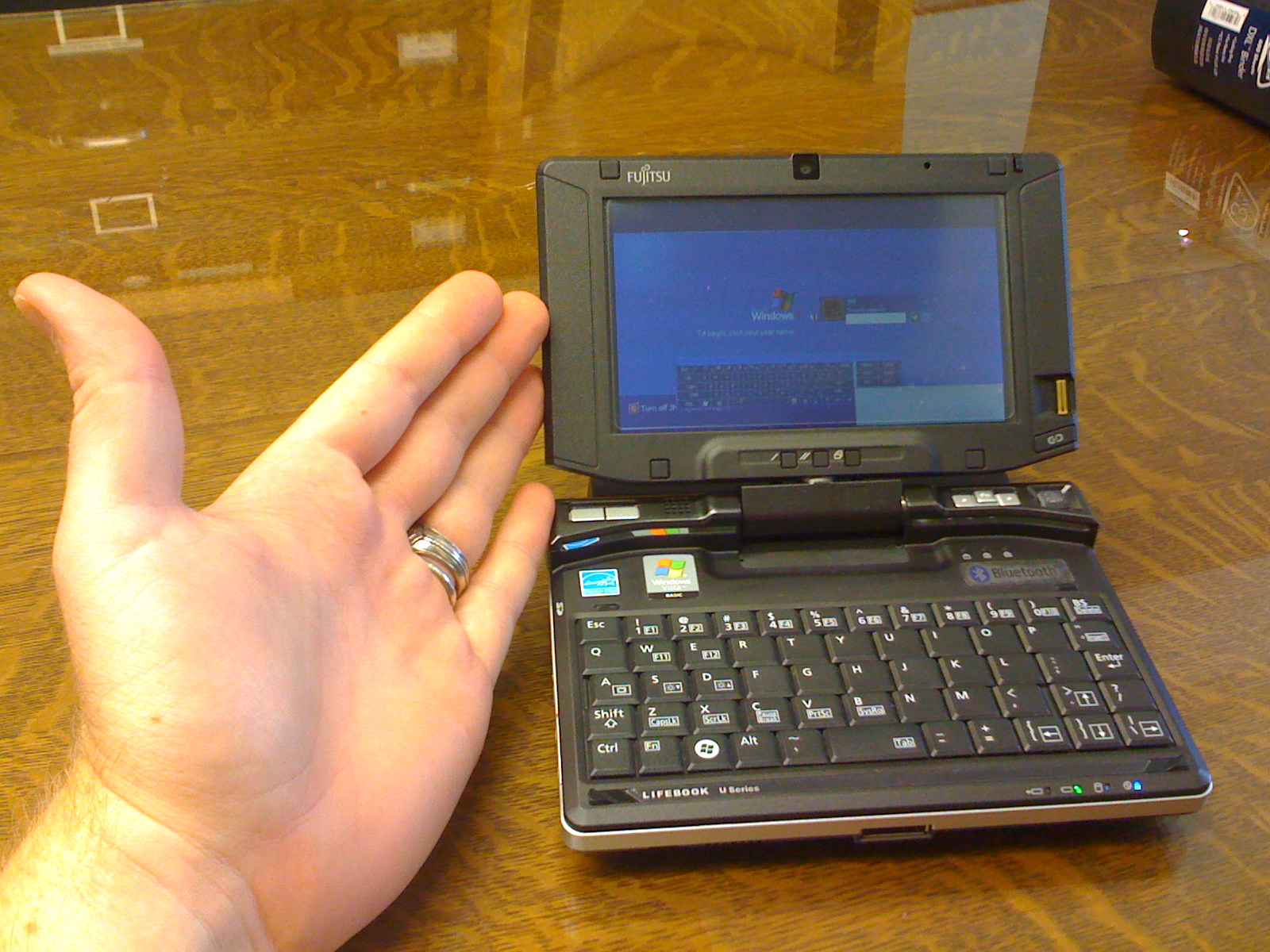
Lifebook 810U

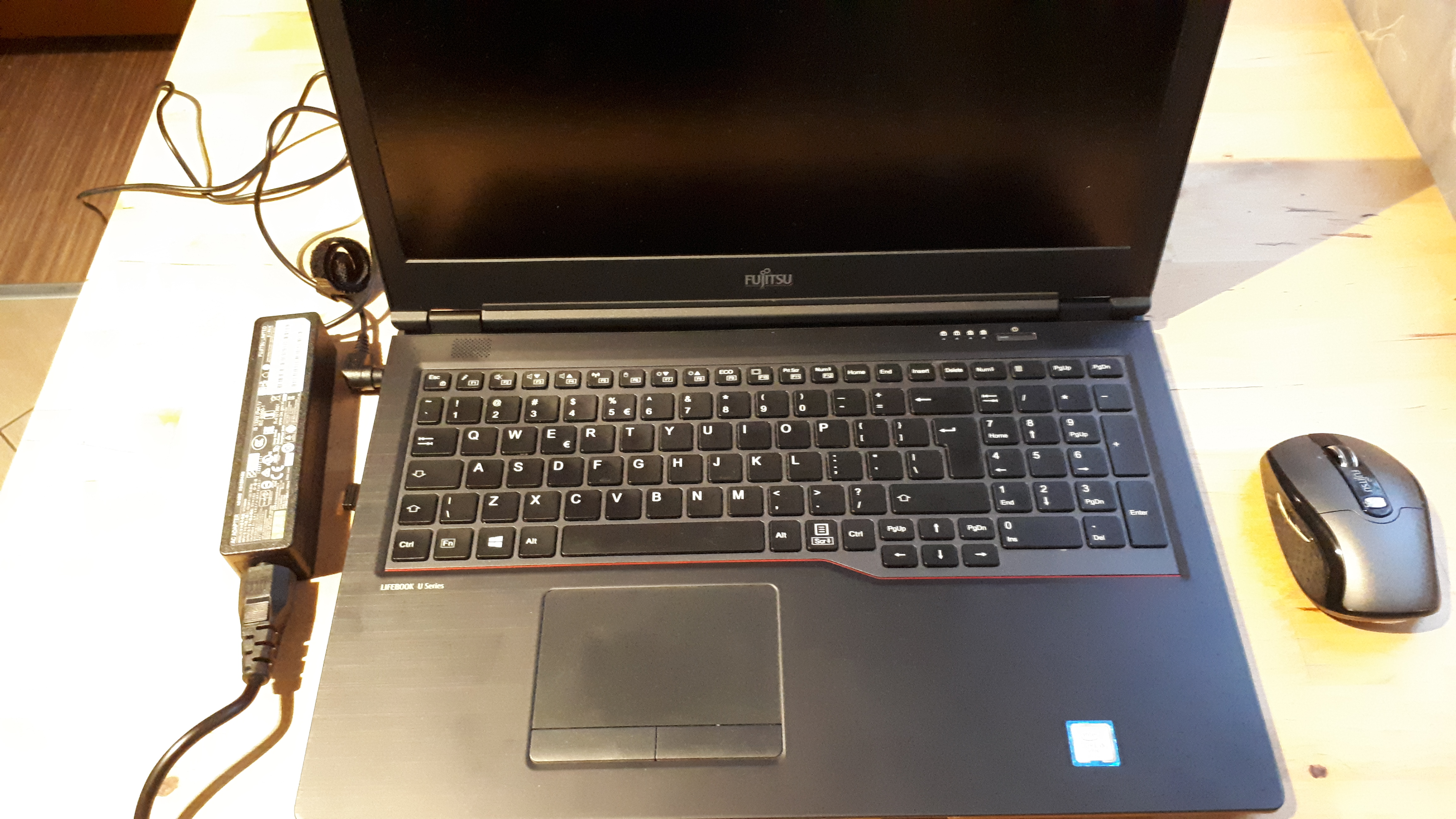
Lifebook U757

Lifebook是一種由富士通或其子公司製造的手提電腦。經銷商與Lifebook的型號視地區而定。富士通西門子、富士通亞太、富士通電腦系統是富士通分別在歐洲、亞洲及美國經營Lifebook產品的子公司。各種分類的Lifebook型號﹕B、C、E、N、P、S、T和Q等級。
绝大部分Lifebook型号仍全於日本製造（已有小部分是中国装配，如LifeBook L1010），這是一件罕見的事情，因為大部份手提電腦賣方將工廠移到中國大陸及台灣。Lifebook的口號使用了短句。
有趣的是在日本Lifebook產品稱為"BIBLIO"。
LifebookP系列（特別是P 1000系列）包含了一些最小型的PC相容電腦可供購買。

## 參看
- TravelMate
- ThinkPad
- Libretto